# Блэкаут (торт)
Торт Блэкаут (англ. Blackout cake), или Бруклинский торт Блэкаут (англ. Brooklyn Blackout cake) или Бруклинский Блэкаут — шоколадный торт, наполненный шоколадным пудингом и покрытый шоколадной крошкой. Был изобретён во время Второй мировой войны бруклинской сетью пекарен под названием Ebinger’s в честь обязательных отключений электроэнергии для защиты Бруклинской военно-морской верфи.
После войны это название сохранилось за тортом из очень тёмного шоколада, ставшим обычным на Среднем Западе Америки. Торт Эбингера был очень популярен и стал фирменным кулинарным изделием для жителей Бруклина, до тех пор, пока в 1972 году не закрылась эта сеть из более чем пятидесяти заведений, основанных немецкими иммигрантами.
В 1980-х годах активистами из Бруклина и кондитерами производились попытки возродить рецепт торта, вызывающего у жителей этого района ностальгические чувства.
В настоящее время во многих кондитерских можно найти несколько вариантов рецепта торта «Бруклинский блэкаут», в том числе версию для веганов.